# Trichamelia eugeniae
Trichamelia eugeniae — вид грибів, що належить до монотипового роду  Trichamelia.